# ペンローズ・タイル

菱形を用いたペンローズタイリング。5回対称性を持っている。

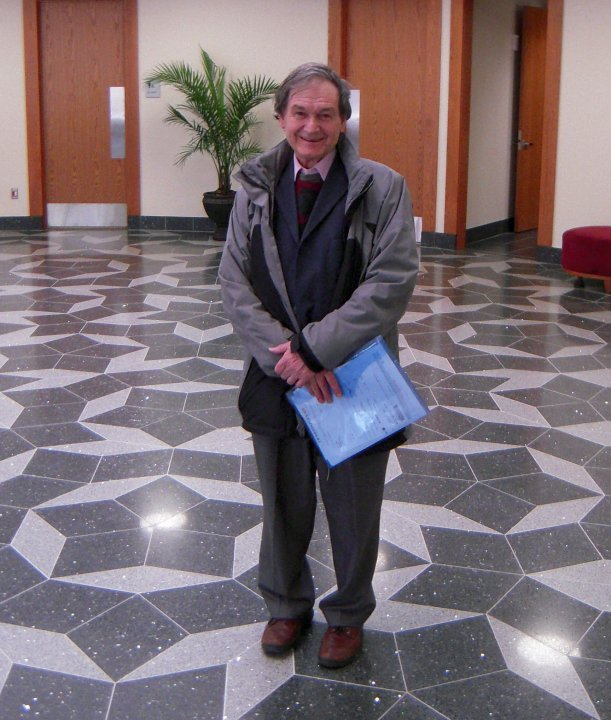
ペンローズ・タイリングが施された床の上に立つロジャーペンローズ。テキサスA&M大学のミッチェル基礎物理学・天文学研究所のホワイエ。

ペンローズ・タイルとは、イギリスの物理学者ロジャー・ペンローズが考案し1970年代に研究した平面充填形である。ペンローズ・タイリング、つまりペンローズ・タイルによるタイリング（タイル張り）は非周期タイリングの一例である。ここで、タイリングとは、多角形あるいは別の形状を重ならないように用いて、平面を覆うことであり平面充填ともいう。正多角形を利用したタイリングの場合、周期的なパターンが現れるが、ペンローズ・タイルを利用すると周期的なパターンでタイリングすることができず、非周期的な並べ方が強制される。タイリングが非周期的であるとは、そのタイリングが任意の大きさの周期領域を持たないことを言う。ペンローズ・タイリングは並進対称性を持たないが、鏡映対称性および5回回転対称性を持ちうる。
ペンローズ・タイリングにはいくつかの異なる種類があり、それぞれタイルの形が異なっている。元のペンローズ・タイリングでは4つの異なるタイルの形を用いてたが、その後2つ1組のタイルだけを用いるようになった：それは、2つの異なる菱形の組、あるいは2つの異なる四辺形であるカイト（凧）およびダート（矢）の組である。これらのタイルの接合に、周期タイリングを避けるような制限をかけることにより、ペンローズ・タイリングが得られる。この制限をかけるには、マッチング規則、代入タイリングあるいは有限細分化則、切断射影法、および被覆法などさまざまな異なる方法がある。どの制限のもとでの接合でも、無数の異なるペンローズ・タイリングを生成することができる。
ペンローズ・タイリングは自己相似的である。つまり、ペンローズ・タイリングは、インフレーションおよびデフレーションと呼ばれる操作を用いて、構成タイルの大きさが異なる等価なペンローズ・タイリングに変換できる。ペンローズ・タイリングに含まれる有限のパッチ（区域）で表されるパターンは全て、タイリング全体の中に無限回だけ出現する。ペンローズ・タイリングは準結晶である。つまり、ペンローズ・タイリングを物理的構造として作成すると、ブラッグ・ピークからなり5回対称性を持っていて、繰り返しパターンとタイルの方向を示す回折像を生ずる。ペンローズ・タイリングの研究は、準結晶を形成する物理的材料を理解するために重要である。ペンローズ・タイリングは建築や装飾にも用いられている（写真参照）。

## 背景と歴史

### 周期的タイリングと非周期的タイリング

図1. 2つのプロトタイルを使った周期的タイリングの一部。

平らな表面（「平面」）を、幾何学的形状（「タイル」）のなんらかのパターンで、重なりも隙間もなく覆うことをタイリングと呼ぶ。角と角が接する正方形で床を覆うような最も馴染み深いタイリングは、周期的タイリングの一例である。正方形タイリングを、タイルの一辺に平行にタイル幅だけ移動すると、移動する前と同じタイリングが得られる。このようにタイリングを変更しない移動（正式には並進）を、タイリングの周期と呼ぶ。2つの異なる方向に周期を持つタイリングを周期的であるという。
正方形タイリングのタイルは1種類だけである。そして他のタイリングでもタイルの形状の個数は有限であることがよくある。これらの形状はプロトタイル（prototile, 原型タイル）と呼ばれる。あるプロトタイルの集合だけを使った平面のタイリングが存在するならば、そのプロトタイルの集合は「タイリングを許容する」あるいは「平面をタイル貼りする」と言う。つまり、このタイリングの各タイルはプロトタイルの1つと合同でなければならない。
周期を持たないタイリングを非周期的（non-periodic）であるという。あるプロトタイルの集合を使った全てのタイリングが非周期的であるとき、そのプロトタイルの集合を非周期的（aperiodic）と言い、このプロトタイルによるタイリングを非周期的タイリング（aperiodic tiling）と言う。既知の有限個のプロトタイルによる平面の非周期タイリングの中で、ペンローズ・タイリングは最も単純な例の1つである。

### 最初期の非周期タイリング

ワンのタイルの非周期集合。

1960年代に論理学者ハオ・ワンが決定問題とタイリングとの関連に言及したことをきっかけに、非周期タイリングの問題が新たに注目された。ワンは、現在ではワンのタイルまたはドミノとして知られている色つきの辺を持つ正方形によるタイリングを導入し、ドミノ問題を提示した。ドミノ問題は、与えられたワンのドミノの集合により、隣り合うドミノの辺の色を一致させつつ平面をタイリングできるかどうかを決定する問題である。ワンは、この問題が決定不可能ならば、非周期的なワンのタイルが存在しなければならないことを発見した。この時点では、これはありそうもないことであったため、ワンは非周期的なワン・タイル集合は存在しないと推測した。

ロビンソンの6つのプロトタイル

ワンの学生のロバート・バーガーは1964年の論文で、ドミノ問題は決定不可能であることを証明し（つまりワンの推測は誤りであった）、20426個のワン・ドミノからなる非周期集合を得た。バーガーはプロトタイル104個までの削減についても触れているが、バーガーの出版論文には書かれていない。1968年にドナルド・クヌースは、92個のドミノだけからなる修正版バーガーの集合を詳述した。
ワンのタイルによるタイリングでは同じ色を持つ辺を合わせる必要があるが、辺に色をつける代わりにジグソー・パズル・ピースのようにタイルの辺を変形して特定の辺だけが合致するようにしてもよい。ラファエル・ロビンソンは1971年の論文でバーガーの手法と決定不可能性の証明を簡単化したが、その論文ではこの手法を用いてたった6つのプロトタイプからなる非周期集合を得た。

### ペンローズ・タイリングの発展

五角形ペンローズ・タイリング（P1）を黒線で描いた。色つきの菱形ペンローズ・タイリング（P3）は黄色の辺で描いた。

最初のペンローズ・タイリング（あとに示すタイリングP1）は、ロジャー・ペンローズが1974年の論文で導入した6つのプロトタイルからなる非周期集合で、四角形ではなく五角形に基づいている。平面を正五角形でタイリングしようとしても必ず隙間ができるが、ヨハネス・ケプラーが1619年の著作「世界の調和」で示したようにその隙間は五芒星（星形多角形）、十角形およびそれらに関連する形になる。ケプラーはこのタイリングを5つの多角形によるタイリングに拡張して周期パターンがないことを発見し、どのように拡張しても新しい特徴が導入されるため非周期タイリングになるということを既に推測していた。このようなアイディアの痕跡はアルブレヒト・デューラーの著作にも見られる。ケプラーから着想を得たことを認めつつ、ペンローズはこれらの形の組み合わせ規則を発見し、非周期集合を得た。ワンのタイルと同じように、辺を修飾することによって組み合わせ規則を導入できる。ペンローズ・タイリングは、ケプラーの有限Aaパターンの完成形とみなすことができる。

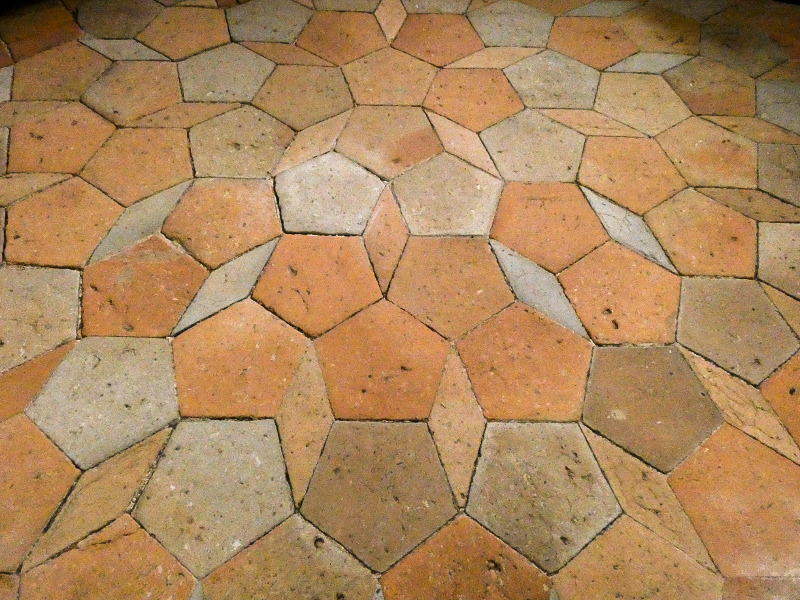
チェコ共和国のゼレナー・ホラの聖ヤン・ネポムツキー巡礼教会にある、五角形および細い菱形による非ペンローズ・タイリング。

続いてペンローズはプロトタイルの個数を2に減らし、カイト（kite、凧）およびダート（dart、矢）によるタイリング（タイリングP2、下記参照）、および菱形によるタイリング（タイリングP3、下記参照）を発見した。菱形タイリングは1976年にロバート・アムマンによって独立に発見された。ペンローズとジョン・H・コンウェイはペンローズ・タイリングの性質を調べ、その階層的性質を代入則で説明できることを発見した。この発見はマーティン・ガードナーによって1977年1月のサイエンティフィック・アメリカンの「数学ゲーム」コラムで発表された。
1981年にN. G. ド・ブラウンは、ペンローズ・タイリングの2つの構成法「マルチ・グリッド法」および「切断射影法」を提案した。マルチ・グリッド法では、5つの平行線族によって作られるアレンジメントの双対グラフとしてペンローズ・タイリングが得られる。切断射影法では、5次元立方構造の2次元への射影としてペンローズ・タイリングが得られる。これらの方法ではペンローズ・タイリングを単にタイルの頂点の集合とみなしているが、タイルは頂点を辺で結んで得られる幾何学的形状である。

## ペンローズ・タイリング

ペンローズの最初の6つのプロトタイルからなる集合で構成した P1タイリング

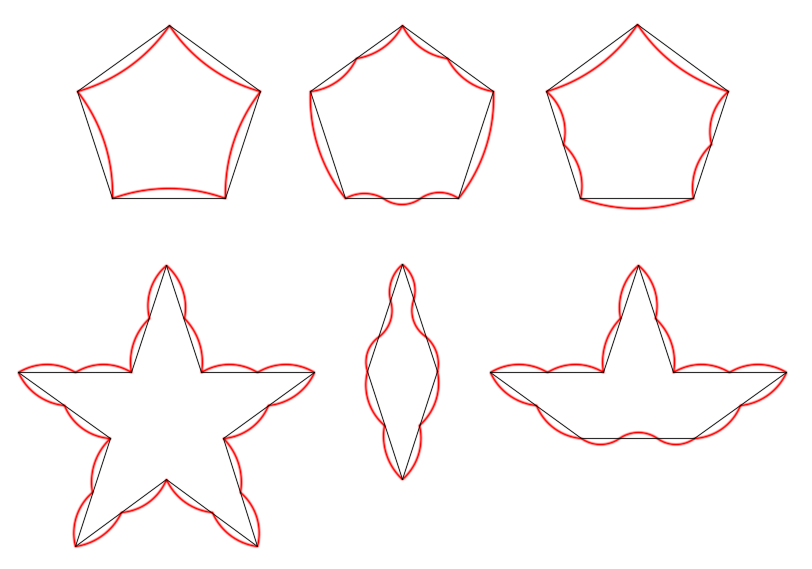
ペンローズのP1タイルに、タイリング規則に準拠するための円弧および節点を重ねて描いた。

P1からP3までの3種類のペンローズ・タイリングを図に示した。これらは多くの共通する性質を持っている。どのタイルも五角形に（したがって黄金比に）関係する形状であるが、非周期的にタイル貼りするために必要なマッチング規則を基本的なタイル形状に追加しなければならない。プロトタイルの非周期集合を得るためのマッチング規則を表現する方法として、頂点や辺にラベルをつける、タイル表面にパターンを描く、あるいは（たとえば凹凸をつけることによって）辺の性質を変更する方法がある。

### 最初の五角形ペンローズ・タイリング（P1）
ペンローズの最初のタイリングでは、五角形以外に３つの形状のタイル、すなわち5つの先端を持つ「星」（五芒星）、「ボート」（星のおよそ3/5）、および「ダイアモンド」（細い菱形）を用いる。全てのタイリングが非周期的になることを保証するために、各辺の接合方法を特定するためのマッチング規則がある。五角形については、３種類の異なるマッチング規則がある。これらの三種の異なる五角形を別のプロトタイルとして扱うと、全部で6個のプロトタイプをもつ集合になる。五角形のタイルの異なる３種を、異なる３つの色で表すことが一般的である。

### カイトとダート（P2）

ペンローズ・タイリングP2（カイトとダート）で覆われた平面の一部。数回のデフレーションによって生成した。

ペンローズ・タイリングP2はカイトとダートと呼ばれる四辺形を使う。カイトとダートはある組み合わせで菱形を形成するが、そのような組み合わせはマッチング規則により禁止されている。カイトとダートはどちらもいわゆるロビンソン三角形２つからなる。ロビンソン三角形は１９７５年のロビンソンの手記にちなむ。
- カイトは４つの内角がそれぞれ72、72、72、および144度の四辺形である。カイトを対称軸で２分割すると、２つの（内角が３６、７２、および７２度の）鋭角ロビンソン三角形になる。
- ダートは内角が36、72、36、および216度の非凸四辺形である。ダートを対称軸で2分割すると、２つの（内角が36、36、および108度の）鈍角ロビンソン三角形になる。これはカイトを分割して得られる鋭角ロビンソン三角形より小さい。

マッチング規則はさまざまな形で表現できる。たとえば、頂点に（たとえば白と黒のように二色の）色をつけて、隣り合うタイルが同じ色の頂点を持つようにする規則である。別の方法として、（図の緑および赤の曲線のように）円弧パターンを用いてタイルの配置を制限する方法がある。この方法では、２つのタイルが１つの辺を共有するときに、これらの円弧が連続するように配置しなければならない。
これらのマッチング規則により、あるタイルの配置は確定することになる。たとえば、ダートの凹頂点は必ず2つのカイトが接合して埋めることになる。その図形はコンウェイの命名により「エース」と呼ばれている（図参照）。エースの形状はカイトを大きくしたタイルであるが、カイトと同じようにタイリングするわけではない。同じように、2つのカイトが短辺で接して形成される凹頂点は、必ず2つのダートが接合して埋めることになる（図の「デュース」）。実際、1つの頂点において接するタイルの組み合わせ図形の個数は7つだけである。これらの図形のうち2つ（「スター」および「サン」）は5回の二面体対称性を持つ。それ以外の図形は1つの鏡映軸を持っている。これらの頂点図形のうちエースとサンを除く全ての頂点図形は、追加されるタイルの配置を決定してしまう。

### 菱形タイリング（P3）

円弧あるいは辺の変形を用いたペンローズ菱形のマッチング規則

放物線辺を用いたペンローズ菱形のマッチング規則

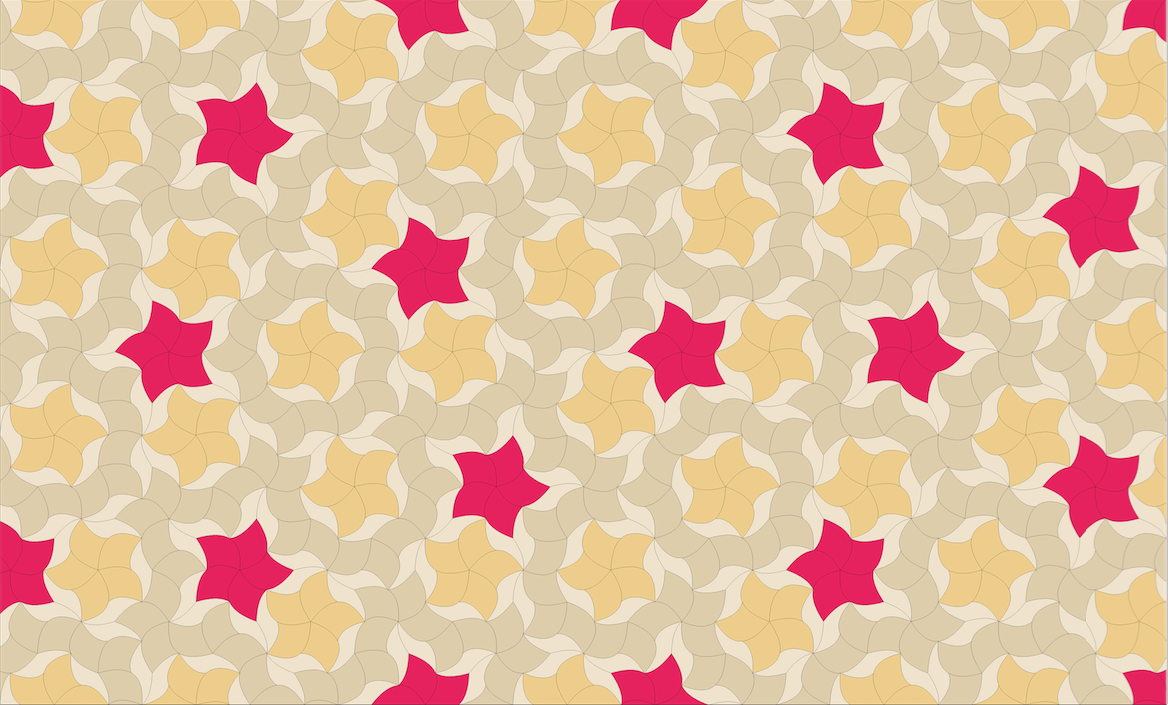
放物線辺を持つペンローズ菱形を用いたペンローズ・タイリング

3つ目のタイリングは、辺の長さが等しく角が異なる2つの菱形を使う。このタイリングは等面菱形多面体による空間充填形の二次元の投影図にもなっている。通常の菱形タイルは平面を周期的にタイリングできるから、タイルの集合方法に制限が必要である。たとえば二つのタイルが平行四辺形を形成することはない。なぜならそれを許すと周期的タイリングが可能になるからである。しかしこの条件は非周期タイリングのための十分条件ではない。
2種類のタイルがあり、どちらもロビンソン三角形に分解できる。
- 細菱形tの頂点の角度は36、144、36、および144度である。t菱形を短いほうの対角線で分割すると、2つの鋭角ロビンソン三角形になる。
- 太菱形Tの頂点の角度は72、108、72、および108度である。T菱形を長いほうの対角線で分割すると、2つの鈍角ロビンソン三角形になる。P2タイリングと対照的に、これらの三角形は鋭角ロビンソン三角形より大きい。

マッチング規則によって、タイルの辺は区別されており、タイルはある特定の方法では並置できるが別の方法では並置が禁止される。これらのマッチング規則のうち2種類を図に示した。一方の方式では、タイル表面の円弧の色と位置が辺上で一致するようにタイルを接合しなければならない。もう一方の方式では、タイルの辺の凹凸が一致するように接合しなければならない。
t菱形とT菱形の角度が与えられたとき、合計して360度になる円順列は54個あるが、マッチング規則によってそのうち7種類だけが許される（ただしその1つは2種類の形で現れる）。
頂点の角度と辺の曲率を多種多様にすることで、ペンローズ・チキンのように複雑なタイルを構成することもできる。

## 特徴および構成

### 黄金比および局所五角形対称性
ペンローズ・タイリングのいくつかの特徴と性質は、黄金比{\textstyle \varphi =(1+{\sqrt {5}})/2}（近似的に1.618）に関係している。これは正五角形の弦の長さと辺の長さの比であり、{\textstyle \varphi =1+1/\varphi }を満たす。

五角形に、太菱形（薄灰色）、鋭角ロビンソン三角形（灰色）、および小さい鈍角ロビンソン三角形（濃灰色）を描いた。破線はカイトとダートの辺を描いている。

結果として、（二等辺三角形である）ロビンソン三角形の長辺と短辺の長さの比は{\displaystyle \varphi :1}になる。したがってカイトとダート両方の長辺と短辺の比も{\displaystyle \varphi :1}である。細菱形tの一辺と短い対角線の比、および太菱形Tの長い対角線と一辺の比も同じである。P2およびP3タイリングのどちらにおいても、大きいロビンソン三角形と小さいロビンソン三角形の面積比も{\displaystyle \varphi :1}である。したがってカイトとダートの面積比、および太菱形と細菱形の面積比も同じである。図に示した五角形に含まれる（薄灰色で示した太菱形の半分である）大きい鈍角ロビンソン三角形と底辺にある濃灰色の小さい鈍角ロビンソン三角形の相似比は{\displaystyle \varphi }であるから面積比は{\displaystyle \varphi ^{2}:1}である。
任意のペンローズ・タイリングは、タイリング内にタイルの対称配置で囲まれた点が存在するという意味で局所5回対称性を持っている。ここでいうタイルの対称配置は、中心点に関して5回回転対称性、および中心点を通る5本の鏡映線に関する鏡映対称性の二面体群の対称性を持つ。この対称性は一般には中心点の周囲のパッチ（区域）でしか保存しないが、そのパッチは非常に大きくなりうる。コンウェイとペンローズは、P2またはP3タイリングの色つき曲線が閉曲線になる場合は常にその閉曲線内の領域は五角形対称性を持つことを示し、さらに任意のタイリングにおいて各色の曲線のうち閉曲線にならないものは多くとも2つであることを示した。
大域的5回対称性の中心点は多くとも1つである。仮に1つより多くの中心点があるとすると、一方の点を中心に他方の点を回転移動することで距離がより近い2つの5回対称中心ができて、これは数学的矛盾である。（P1、P2およびP3の各タイプについて）ただ2つのペンローズ・タイリングだけが大域的五角形対称性を持っている。カイトとダートからなるP2タイリングの場合、対象中心は「サン」あるいは「スター」である。

### インフレーションとデフレーション

6つの小さい五角形に分解された五角形。正十二面体の展開図の半分である。

各種のペンローズ・タイリングに共通する特徴の多くは代入則で与えられる五角形階層構造に由来している。代入則はしばしばタイリングあるいはタイルの集合のインフレーションおよびデフレーション、あるいは合成（composition）および分解（decomposition）と呼ばれる。代入則によって、各タイルはもとのタイリングで使われていたタイルと同じ形状でより小さいタイルに分解される。その逆の操作を行えば、小さいタイルからより大きいタイルが「合成」されることになる。このことから、ペンローズ・タイリングは自己相似性を持っておりフラクタルと見なせることがわかる。
ペンローズが最初にP1タイリングを発見したときは、五角形を6つの小さい五角形（正十二面体の展開図の半分）と5つの半ダイアモンドに分解した（図参照）。この過程を繰り返すと五角形の間の隙間がスター、ダイアモンド、ボート、および他の五角形で埋め尽くされることを発見した。ペンローズは、この過程を無限に繰り返すことで五角形対称性を持つP1タイリングの1つを得た。

#### ロビンソン三角形の分解

ロビンソン三角形とそれらの分解

P2およびP3タイリングに関する代入則は異なる大きさのロビンソン三角形を用いて表現できる。P2タイリングでカイトとダートを分割してできるロビンソン三角形を{\displaystyle \mathrm {A} }タイルと呼び、P2タイリングで菱形を分割してできるロビンソン三角形を{\displaystyle \mathrm {B} }タイルと呼ぶ。記号{\displaystyle \mathrm {A_{S}} }で表される小さいほうのAタイルは鈍角ロビンソン三角形であり、大きいAタイル{\displaystyle \mathrm {A_{L}} }は鋭角ロビンソン三角形である。逆に、小さいロビンソン三角形{\displaystyle \mathrm {B_{S}} }および大きいロビンソン三角形{\displaystyle \mathrm {B_{L}} }はそれぞれ鋭角および鈍角ロビンソン三角形である。
具体的には、{\displaystyle \mathrm {A_{S}} }の辺の長さが{\displaystyle (1,1,\varphi )}であるとすると{\displaystyle \mathrm {A_{L}} }の辺の長さは{\displaystyle (\varphi ,\varphi ,1)}である。{\displaystyle \mathrm {B} }タイルはこれらの{\displaystyle \mathrm {A} }タイルと以下の2つの方法で関係づけられる：
- {\displaystyle \mathrm {B_{S}} }が{\displaystyle \mathrm {A_{L}} }と同じ大きさであるとすると、{\displaystyle \mathrm {B_{L}} }は{\displaystyle \mathrm {A_{S}} }を{\displaystyle \varphi }倍に拡大した{\displaystyle \varphi \mathrm {A_{S}} }であり辺の長さは{\displaystyle (\varphi ,\varphi ,\varphi ^{2}=1+\varphi )}である。この{\displaystyle \mathrm {B_{L}} }は長さ1の辺を共有する1つの{\displaystyle \mathrm {A_{L}} }と1つの{\displaystyle \mathrm {A_{S}} }とに分解できる。
- {\displaystyle \mathrm {B_{L}} }が{\displaystyle \mathrm {A_{S}} }と同じ大きさであるとすると、{\displaystyle \mathrm {B_{S}} }は{\displaystyle \mathrm {A_{L}} }を{\displaystyle 1/\varphi }倍に拡大した{\displaystyle (1/\varphi )\mathrm {A_{L}} }であり辺の長さは{\displaystyle (1/\varphi ,1/\varphi ,1)}である。この{\displaystyle \mathrm {A_{L}} }は長さ1の辺を共有する1つの{\displaystyle \mathrm {B_{L}} }と1つの{\displaystyle \mathrm {B_{S}} }とに分解できる。

これらの分解において不明確な点があるように見える：二等辺三角形は鏡映対称軸を持つから、上述のロビンソン三角形の1つの分解に対してその鏡映にあたる分解も可能であるから、2通りに分割できることになる。しかしペンローズ・タイリングにおいては、マッチング規則によって一方の分解だけが許される。さらに、合成によってタイリング内の小さい三角形を大きい三角形にする方法についてもマッチング規則によって決まる。
以上のことから、P2およびP3タイリングは相互局所導出可能である。つまり、一方のタイル集合を用いたタイリングを用いて、他方のタイリングを生成することができる。例えば、カイトとダートによるタイリングは、分割によって{\displaystyle \mathrm {A} }タイルによるタイリングへ変換することができ、それは適切な方法で{\displaystyle \mathrm {B} }タイルで形成することができるから、細菱形と太菱形で形成することができる。P2およびP3タイリングは、P1タイリングとも相互局所導出可能である（図2参照）。
{\displaystyle \mathrm {B_{S}} }が{\displaystyle \mathrm {A_{L}} }と同じサイズであるとする慣習を採用すると、{\displaystyle \mathrm {B} }タイルの{\displaystyle \mathrm {A} }タイルへの分解は{\displaystyle \mathrm {B_{S}} =\mathrm {A_{L}} ,\quad \mathrm {B_{L}} =\mathrm {A_{L}} +\mathrm {A_{S}} }と書ける。この2式を代入行列方程式にまとめると{\displaystyle {\begin{pmatrix}\mathrm {B_{L}} \\\mathrm {B_{S}} \end{pmatrix}}={\begin{pmatrix}1&1\\1&0\end{pmatrix}}{\begin{pmatrix}\mathrm {A_{L}} \\\mathrm {A_{S}} \end{pmatrix}}}となる。拡大した{\displaystyle \varphi \mathrm {A} }タイルから{\displaystyle \mathrm {B} }タイルへの分解に上式を組み合わせると、代入則{\displaystyle {\begin{pmatrix}\varphi \mathrm {A_{L}} \\\varphi \mathrm {A_{S}} \end{pmatrix}}={\begin{pmatrix}1&1\\1&0\end{pmatrix}}{\begin{pmatrix}\mathrm {B_{L}} \\\mathrm {B_{S}} \end{pmatrix}}={\begin{pmatrix}2&1\\1&0\end{pmatrix}}{\begin{pmatrix}\mathrm {A_{L}} \\\mathrm {A_{S}} \end{pmatrix}}}になる。したがって拡大タイル{\displaystyle \varphi \mathrm {A_{L}} }は2つの{\displaystyle \mathrm {A_{L}} }および1つの{\displaystyle \mathrm {A_{S}} }に分解される。マッチング規則では以下の特定の代入だけが許される：{\displaystyle \varphi \mathrm {A_{L}} }タイル内の2つの{\displaystyle \mathrm {A_{L}} }はカイトを形成しなければならず、したがってカイトは分解して2つのカイトと2つの半ダートになり、ダートは分解して1つのカイトと2つの半ダートになる。拡大{\displaystyle \varphi \mathrm {B} }タイルも同様に（{\displaystyle \mathrm {A} }タイルを経由して）{\displaystyle \mathrm {B} }タイルへと分解される。
合成および分解はくりかえすことができて、たとえば{\displaystyle \varphi ^{n}{\begin{pmatrix}\mathrm {A_{L}} \\\mathrm {A_{S}} \end{pmatrix}}={\begin{pmatrix}2&1\\1&1\end{pmatrix}}^{n}{\begin{pmatrix}\mathrm {A_{L}} \\\mathrm {A_{S}} \end{pmatrix}}}となる。合成の第{\displaystyle n}回目のくりかえしに含まれるカイトとダートの個数は代入行列の{\displaystyle n}乗：{\displaystyle {\begin{pmatrix}2&1\\1&1\end{pmatrix}}^{n}={\begin{pmatrix}F_{2n+1}&F_{2n}\\F_{2n}&F_{2n-1}\end{pmatrix}}}{\displaystyle {\begin{pmatrix}2&1\\1&1\end{pmatrix}}^{n}={\begin{pmatrix}F_{2n+1}&F_{2n}\\F_{2n}&F_{2n-1}\end{pmatrix}}}によって決まる。ここで{\displaystyle F_{n}}は第{\displaystyle n}フィボナッチ数である。したがって、任意の十分に大きなP2ペンローズ・タイリングに含まれるカイトとダートの個数比は近似的に黄金比{\displaystyle \varphi }になる。P3ペンローズ・タイリングに含まれる太菱形と細菱形の個数比についても同じ結果が成立する。

#### P2およびP3タイリングに対するデフレーション

P2型ペンローズ・タイリングに含まれる「サン」頂点のデフレーションのくりかえし

P3型ペンローズ・タイリングに含まれるタイル集合のデフレーションのくりかえし

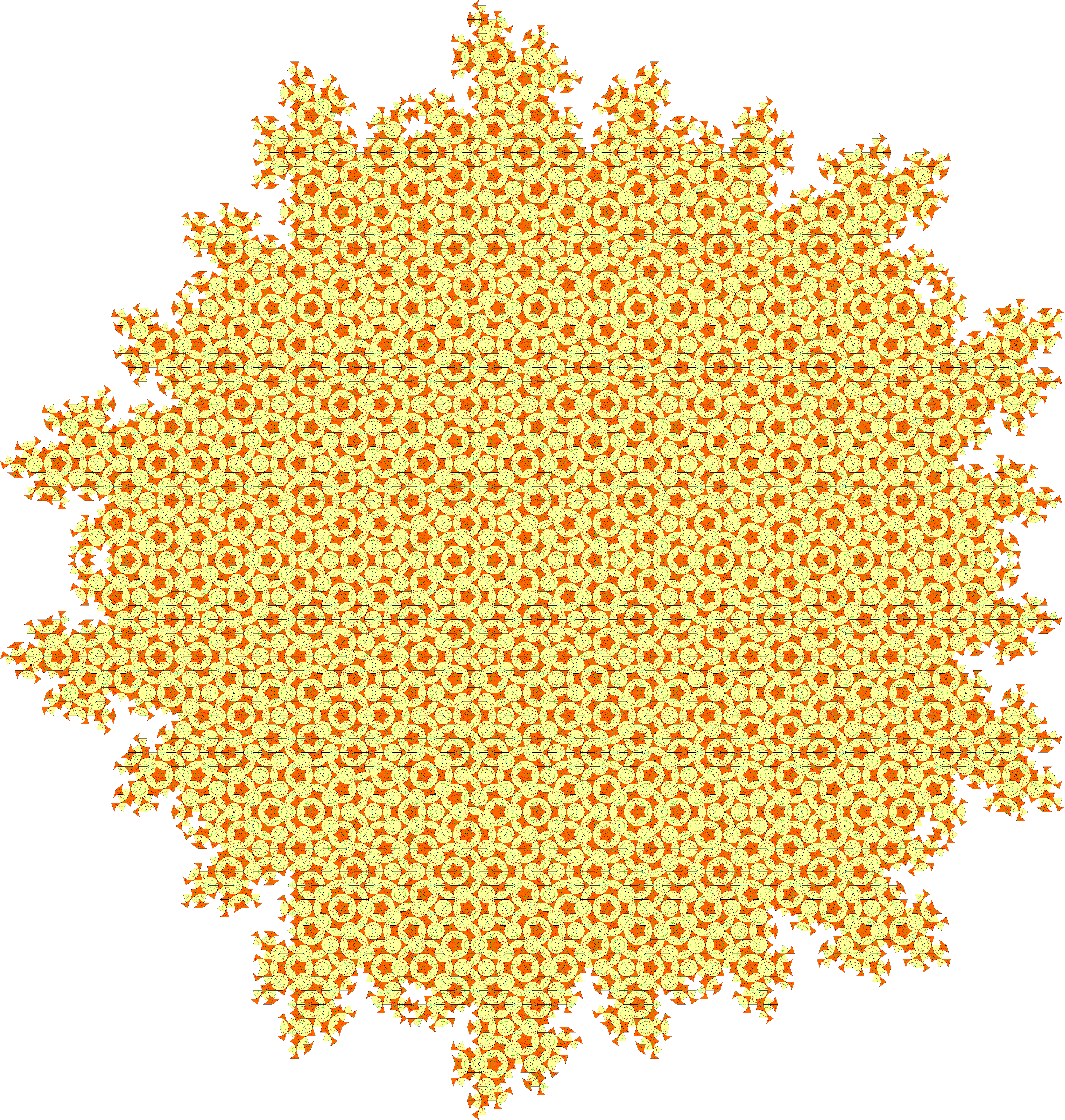
P2型ペンローズ・タイリングに含まれる「サン」頂点に8回のデフレーションを施した結果

与えられた1つのタイル、平面全体のタイリング、あるいは任意のタイルの集まりに、デフレーションを1回施すと「世代」が1つ増えるという。デフレーションの一世代で、各タイルは元のタイリングで使われていたタイルより小さい、2つ以上のタイルに置き換えられる。代入則によって、新しいタイルの配置はマッチング規則に従っていることが保証される。デフレーションの世代を経るごとに、形状は同じでより小さいタイルからなるタイリングが生成される。
タイルの分割規則は細分化則である。
| 名称     | 最初のタイル | 世代1 | 世代2 | 世代3 |
| -------- | ------------ | ----- | ----- | ----- |
| 半カイト |              |       |       |       |
| 半ダート |              |       |       |       |
| サン     |              |       |       |       |
| スター   |              |       |       |       |

この表を使うには注意が必要である。半カイトと半ダートのデフレーションはサンとスターのデフレーションのときにだけ使わなければならない。単独のカイトやダートに用いると誤った結果を与える。
また、単純な細分化則によってタイリングの端に穴ができることがある。こういった穴は右3図の上と下に見ることができる。個の問題を解決するには別の規則が必要である。

#### 結果と応用
インフレーションとデフレーションを使って、カイトとダートのタイリング（P2）あるいは菱形タイリング（P3）を構成するためのアップ・ダウン生成と呼ばれる方法を作ることができる。
ペンローズ・タイリングは非周期的であるから並進対称性を持たない。つまりペンローズ・タイリングを平行移動して、全平面にわたってそれ自身と一致させることはできない。しかし任意の有界領域は、それがどれだけ大きくてもタイリング内に無限回だけくりかえし現れる。したがって有限パッチを使ってペンローズ・タイリング全体を一意的に決めることはできないし、有限パッチがタイリング全体のどの位置にあるか決めることもできない。
このことから異なるペンローズ・タイリングの個数は非加算無限個であることがわかる。アップ・ダウン生成はタイリングをパラメータ化する方法の1つを与える。他の方法ではアムマン・バー、ペンタグリッド、あるいは切断射影法を用いる。

## 関連するタイリングと話題

### 十角形被覆と準結晶

カイトとダートへの分解を破線で示したグムメルトの十角形（左）。太く暗い色の線は埋め込まれたエースと太菱形の輪郭を示している。可能なオーバーラップ（右）は、1つまたは2つの赤いエースを重ねて得られる。

一種類の十角形タイルが二種類の領域において重なることを許すと、その十角形タイルによってペンローズ・タイリングと等価なカバリング（被覆。重なりのないタイリングと区別するためにこう呼ぶ）を構成できることを、ドイツの数学者ペトラ・グムメルトが1996年に示した。その十角形タイルは色つきパッチで修飾されており、カバリング則で許される重なりは、その色つきパッチが一致するものだけである。その十角形タイルをカイトとダートに適切に分解すると、カバリングはペンローズP2タイリングに変換される。同じように、十角形タイルに太菱形を描き込むことによりP3タイリングが得られる。残りの空間は細菱形で埋められることになる。
カバリングは準結晶の成長に対する現実的なモデルであると考えられている。ポール・スタインハートによれば、結晶を構成する単位胞に対応して重なる十角形は準結晶を構成する「準単位胞」であり、カバリング則によってある種の原子クラスタの密度が最大化される。カバリングの非周期性によってブロッホの定理が成立しないため、例えば電気的性質のような物理的性質に関する理論的研究が困難になる。しかし準結晶のスペクトルは誤り制御によって計算できる。

### 関係のあるタイリング

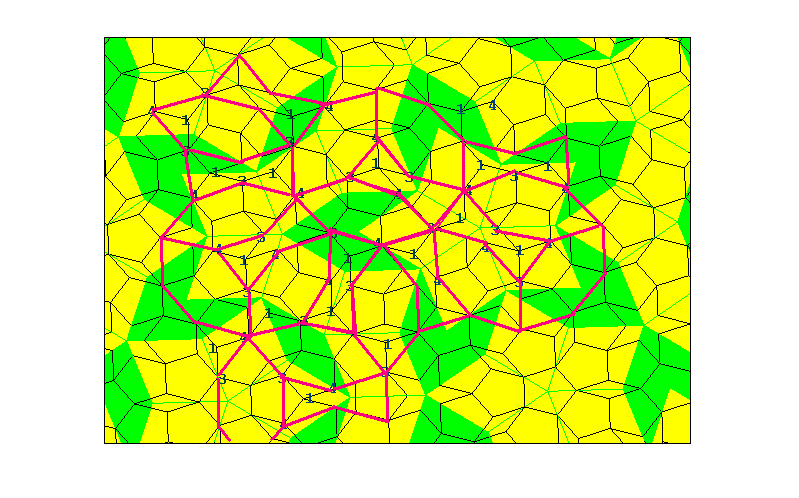
タイおよびナヴェットのタイリング（ペンローズ・タイリングを背景に、赤で示した）

ペンローズ・タイリングの3つの変種は、相互局所導出可能である。P1タイリングの頂点からいくつかの部分集合を選び出すと、別の非周期タイリングを作ることができる。P1タイリング内の1つの五角形の頂点に順に{\textstyle 1,3,5,2,4}と番号をつけると、曖昧さなく全ての五角形の頂点に右回りまたは左回りに番号付けすることができる。同じ番号を持つ点によってロビンソン三角形によるタイリングが得られ、そのタイリング上の3番と4番の点によりタイおよびナヴェットタイリングが得られる。

準結晶ではない変種タイリング。タイルの配置規則に従っていないので、ペンローズ・タイリングではない。

他にも、たとえば六角形・ボート・星・タイリングおよびミクラ・ロス・タイリングなどの、等価ではない関連するタイリングがある。たとえば、菱形タイリングのマッチング則を変更して各頂点における角度に関する制限をかけることにすると、2タイルによるあるタイリングが得られる。このタイリングは5回対称性を持つが準結晶ではない。このタイリングは元のタイリングの菱形を小さい菱形で修飾する方法、あるいは代入則によっても得られるが、ド・ブラウンの切断射影法では得られない。

## ペンローズ・タイリングに関連する話題

### 美術と建築

建造物に見られるさまざまなパターン
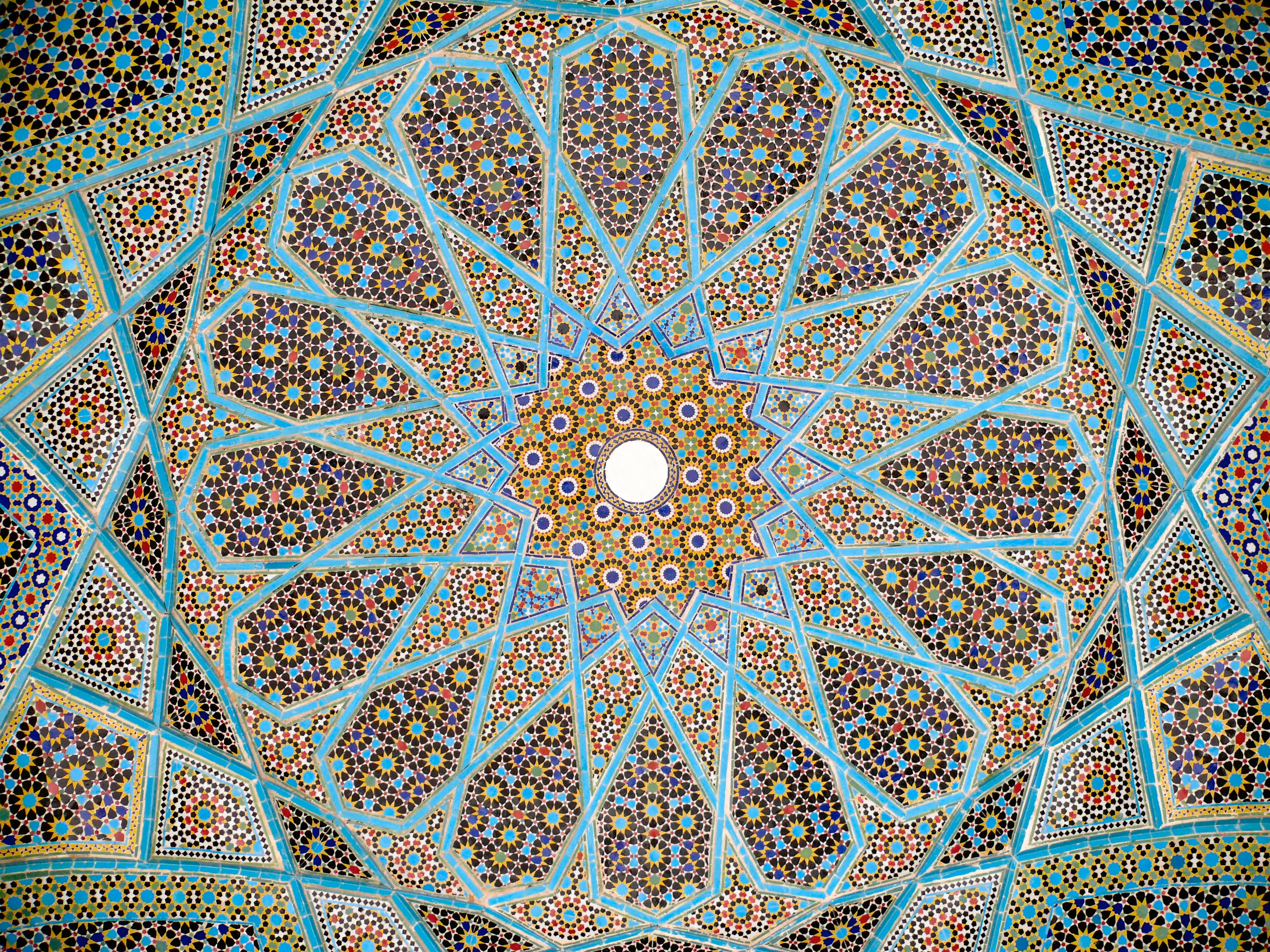
シーラーズのハーフェズ廟の天井
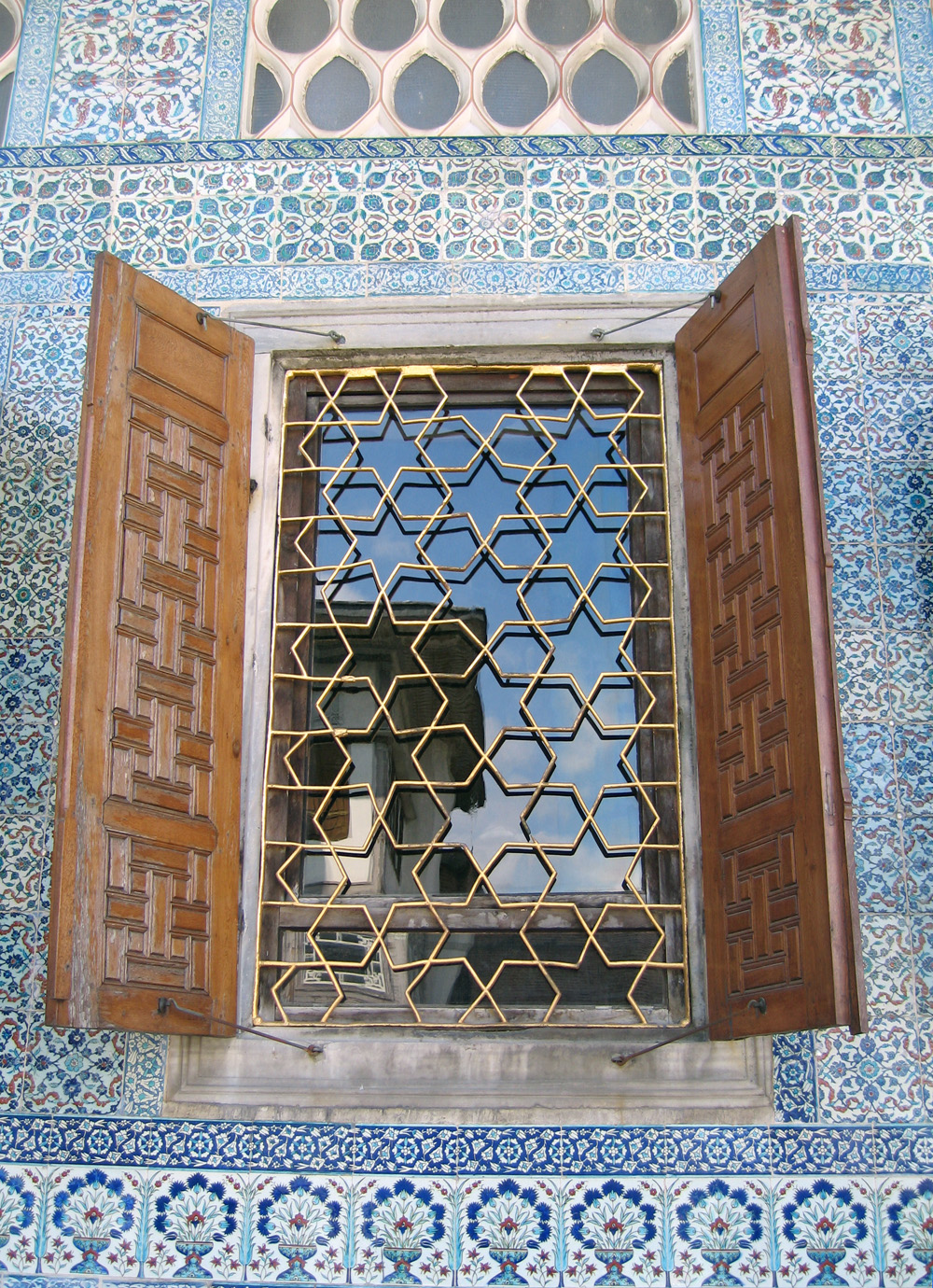
イスタンブールにある、トプカプ宮殿のTwin Kioskの窓
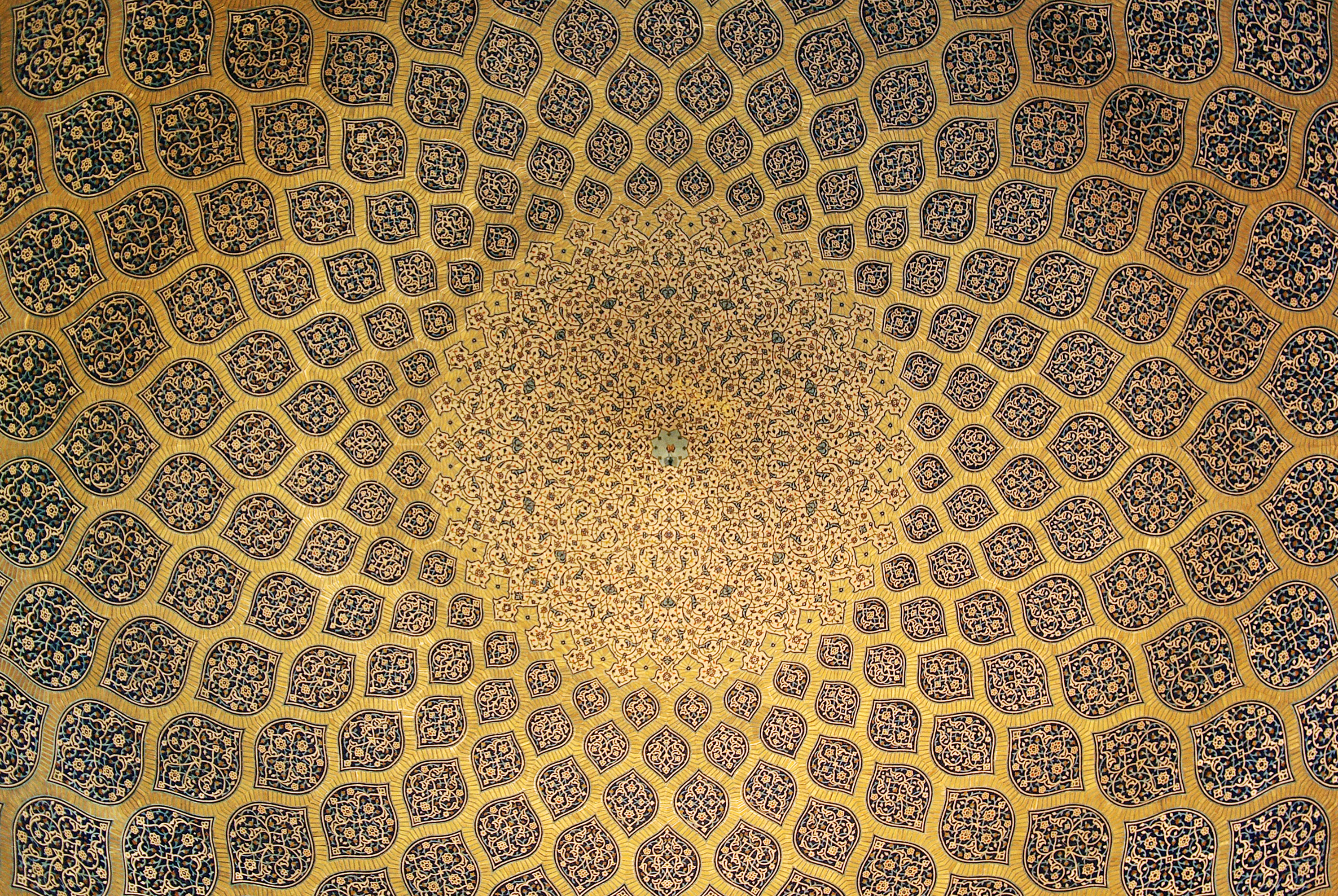
レモンの形の組み合わせによるタイリング。平らな化粧漆喰で象眼された模様で中心から周囲に向けて徐々にサイズが大きくなっている。
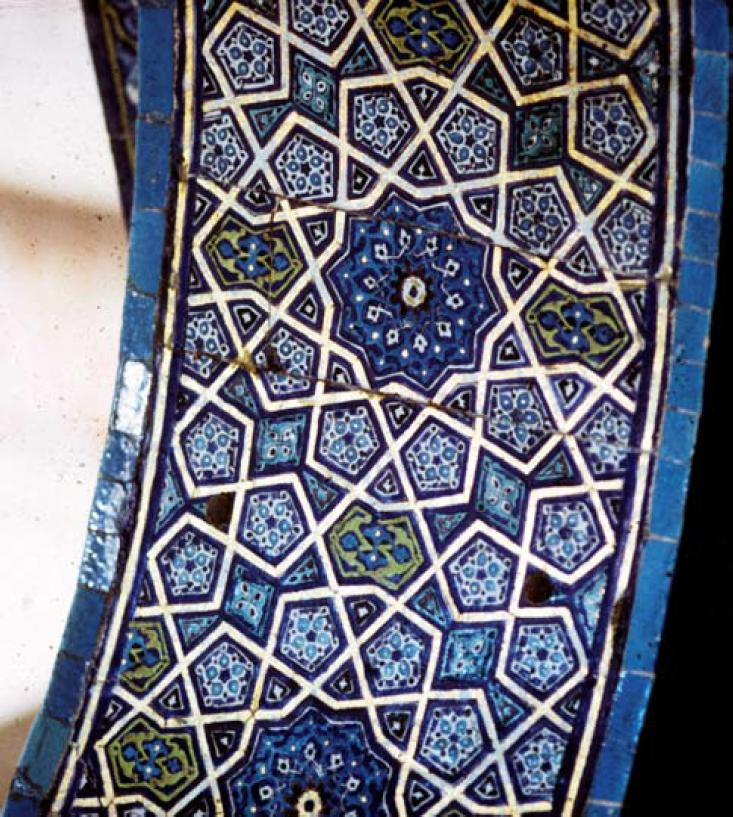
トルコ、ブルサのグリーンモスクにあるスルタンロッジの通路のインテリアアーチ道
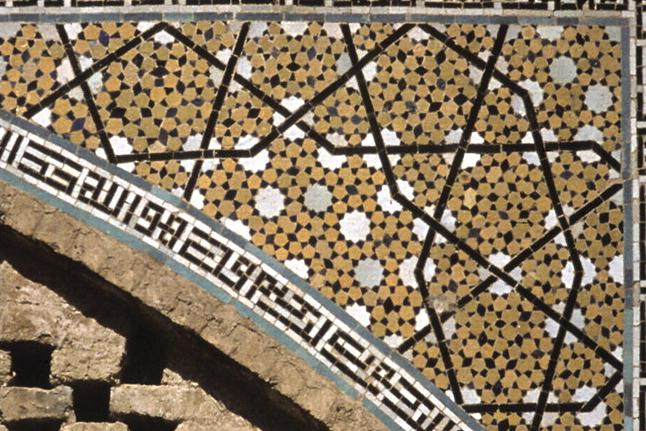
スパンドレル上の五角形および十角形のギリータイル・パターン。イランのエスファハーンにあるダルベ・イマーム廟 (1453 C.E.)
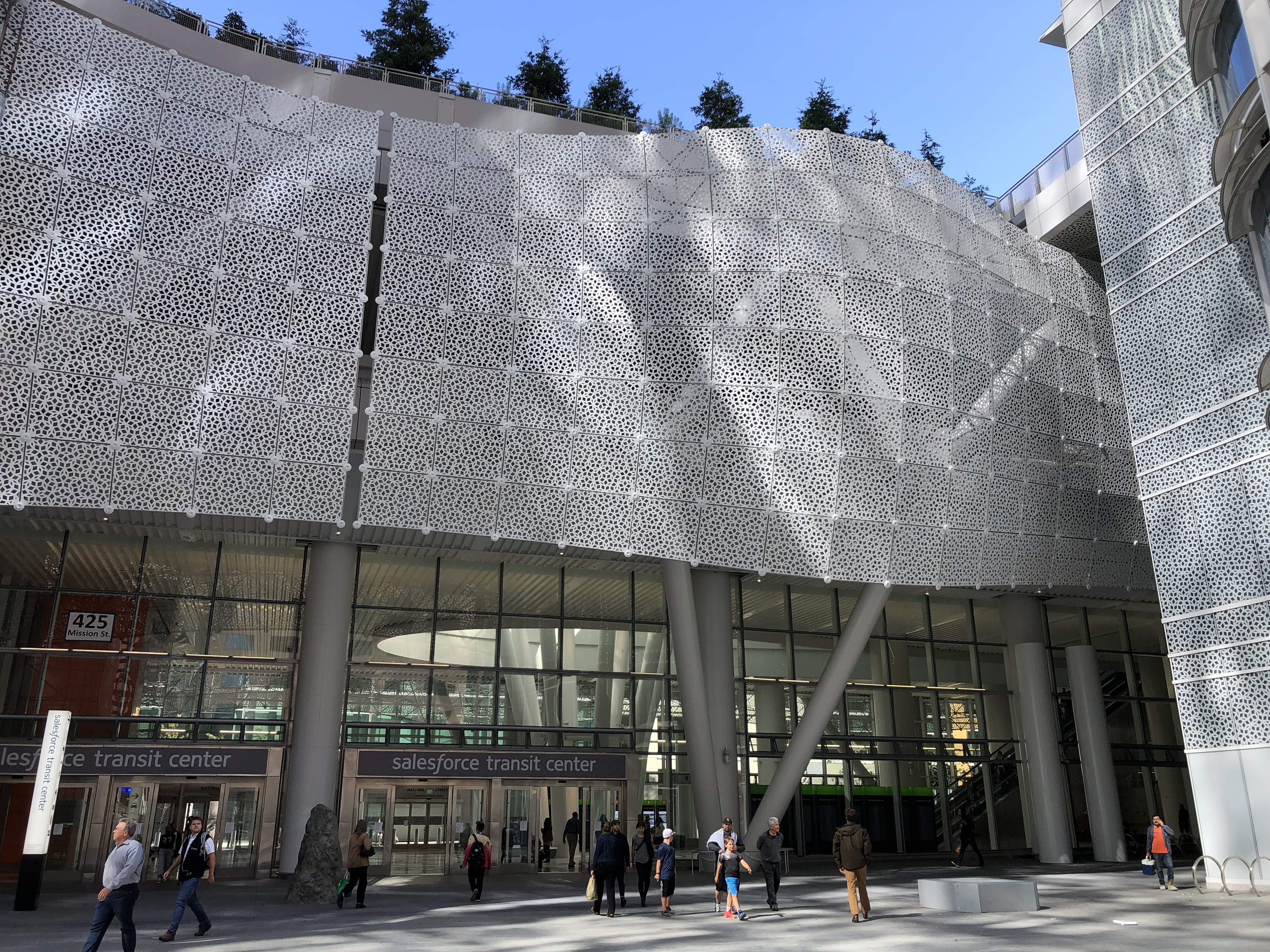
サンフランシスコのセールスフォース・トランジット・センター。白色アルミ製の外壁表面にはペンローズ・タイリングのパターンでパンチングが施されている。
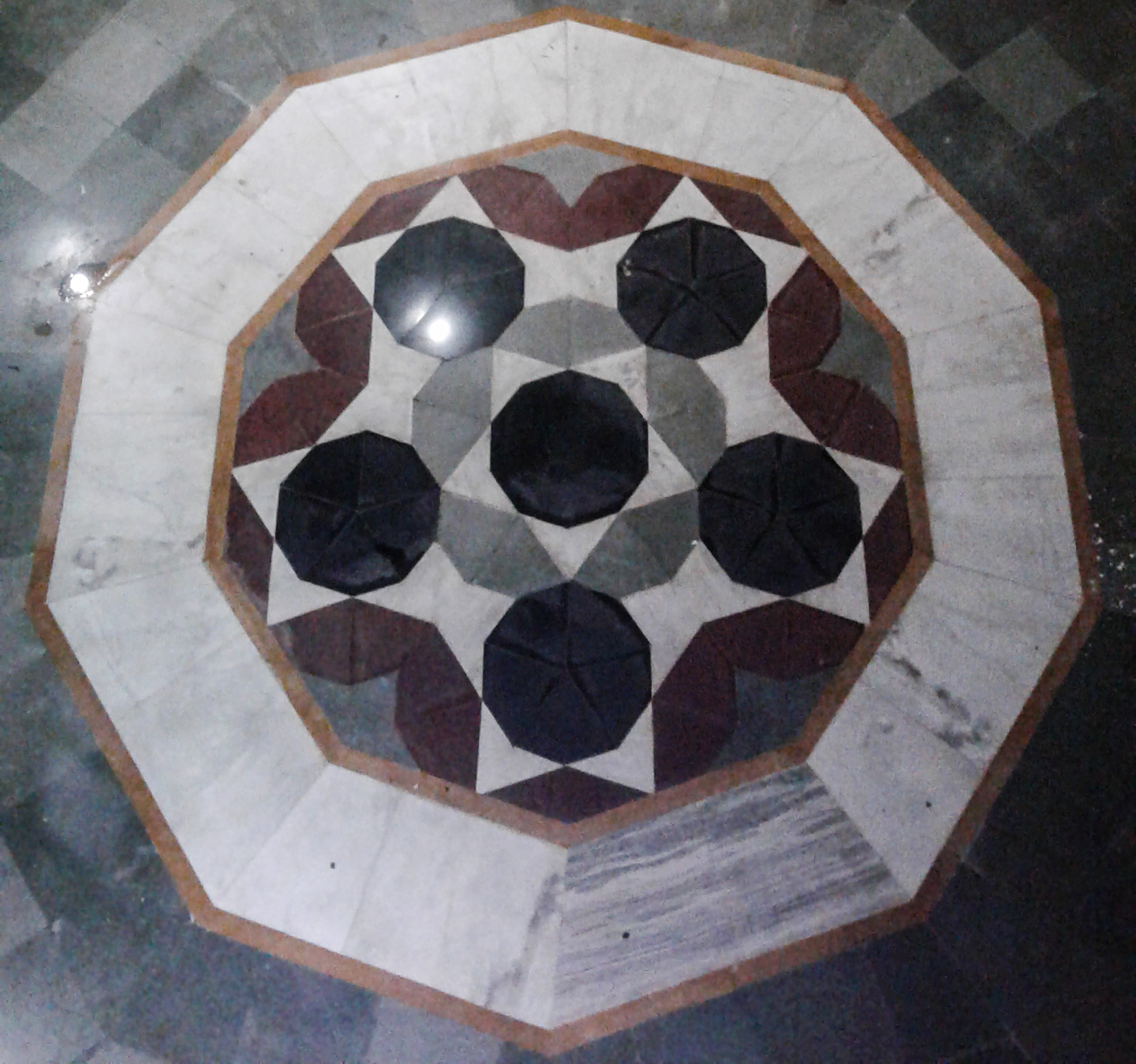
イラーハーバードIIIT計算機センター3の床のペンローズ・タイリング。

タイリングの美的価値は古くから認められており、タイリングに対する興味の源となっている。ペンローズ・タイリングの外観も注目を集めている。これまで、ペンローズ・タイリングと北アフリカおよび中東で使われるある種の装飾パターンとの類似が指摘されてきた。物理学者の P. J. ルーおよび P. スタインハートは、エスファハーンのダルベ・イマーム廟にあるギリータイリングのような中世イスラム幾何学パターンにはペンローズ・タイリングに基づくものがあるという証拠を示した。
1970年、ドロップ・シティの芸術家 C. リカートはペンローズ菱形を作品に用いた。　この作品は菱形三十面体の影を平面に映して、非周期タイリングを構成する太菱形と細菱形を観察して導き出されたものである。芸術歴史家 M. ケンプは菱形タイリングの同様のモチーフを A. デューラーがスケッチしたことを述べている。
1979年、マイアミ大学は数学統計学科の学士会館中庭を装飾する人造大理石にペンローズ・タイリングを施した。
イラーハーバードのインド情報技術研究所（IIIT）では、建築の初期である2001年からペンローズ・タイリングを真似た「ペンローズ幾何学」に基づいて研究棟をデザインしている。これらの建物の多くの場所で、床はペンローズ・タイリングからなる幾何学パターンになっている。
西オーストラリア大学ベイリス棟のアトリウムの床はペンローズ・タイリングが施されている。
2013年10月時点でオクスフォード大学の数学科があるアンドリュー・ワイルズ棟の入り口の舗装にペンローズ・タイリングが使われている部分がある。
ヘルシンキの歩行者天国であるケスクスカツはペンローズ・タイルを使って舗装されている。この舗装は2014年に完成した。
サンフランシスコの2018トランスベイ・トランジット・センターの外壁は、波状の白色金属にペンローズ・パターンのパンチングを施している点を特色としている。
東京都立大学（南大沢キャンパス）の7号館の壁面には「ペンローズタイル貼り模様」が設置されている。

### 商品
このペンローズ・タイルは無断でトイレットペーパーの図柄に使われたが、裁判の結果、ペンローズに対する不遜を理由として使用禁止となった。特許となったペンローズ・タイルは、ペンタプレックス社がパズルとして商品化している。また近年、電気剃刀用の網刃として実用化されている。

### 1次資料
- Berger, R.『The undecidability of the domino problem』 66巻、Amer Mathematical Society〈Memoirs of the American Mathematical Society〉、1966年。ISBN 9780821812662。.
- de Bruijn, N. G. (1981). “Algebraic theory of Penrose's non-periodic tilings of the plane, I, II”. Indagationes Mathematicae 43 (1):  39–66. doi:10.1016/1385-7258(81)90017-2..
- Gummelt, Petra (1996). “Penrose tilings as coverings of congruent decagons”. Geometriae Dedicata 62 (1). doi:10.1007/BF00239998..
- Penrose, Roger (1974). “The role of aesthetics in pure and applied mathematical research”. Bulletin of the Institute of Mathematics and Its Applications 10:  266ff..
- US 4133152, Penrose, "Set of tiles for covering a surface", published 1979-01-09.
- Robinson, R.M. (1971). “Undecidability and non-periodicity for tilings of the plane”. Inventiones Mathematicae 12 (3):  177–190. Bibcode: 1971InMat..12..177R. doi:10.1007/BF01418780..
- Schechtman, D.; Blech, I.; Gratias, D.; Cahn, J.W. (1984). “Metallic Phase with long-range orientational order and no translational symmetry”. Physical Review Letters 53 (20):  1951–1953. Bibcode: 1984PhRvL..53.1951S. doi:10.1103/PhysRevLett.53.1951.
- Wang, H. (1961). “Proving theorems by pattern recognition II”. Bell System Technical Journal 40:  1–42. doi:10.1002/j.1538-7305.1961.tb03975.x..

### 2次資料
- Austin (2005a). “Penrose Tiles Talk Across Miles”.   American Mathematical Society. 2023年7月1日閲覧。.
- Austin (2005b). “Penrose Tilings Tied up in Ribbons”.   American Mathematical Society. 2023年7月1日閲覧。.
- Colbrook, Matthew; Roman, Bogdan; Hansen, Anders (2019). “How to Compute Spectra with Error Control”. Physical Review Letters 122 (25):  250201. Bibcode: 2019PhRvL.122y0201C. doi:10.1103/PhysRevLett.122.250201. PMID 31347861.
- Culik, Karel; Kari, Jarkko (1997). “On aperiodic sets of Wang tiles”. Foundations of Computer Science. Lecture Notes in Computer Science. 1337. Springer. pp. 153–162. doi:10.1007/BFb0052084. ISBN 978-3-540-63746-2
- Gardner, Martin (1997). Penrose Tiles to Trapdoor Ciphers. Cambridge University Press. ISBN 978-0-88385-521-8. (First published by W. H. Freeman, New York (1989), ISBN 978-0-7167-1986-1.)
  - 第１章（pp. 1–18）は以下の再版： Gardner, Martin (1977-01). “Extraordinary non-periodic tiling that enriches the theory of tiles”. Scientific American:  110-121. Bibcode: 1977SciAm.236a.110G. doi:10.1038/scientificamerican0177-110..
- Godrèche, C; Lançon, F. (1992). “A simple example of a non-Pisot tiling with five-fold symmetry”. Journal de Physique I 2 (2):  207–220. Bibcode: 1992JPhy1...2..207G. doi:10.1051/jp1:1992134..
- Grünbaum, Branko; Shephard, G. C. (1987). Tilings and Patterns. New York: W. H. Freeman. ISBN 978-0-7167-1193-3.
- Kemp, Martin (2005). “Science in culture: A trick of the tiles”. Nature 436 (7049):  332. Bibcode: 2005Natur.436..332K. doi:10.1038/436332a..
- Lançon, Frédéric; Billard, Luc (1988). “Two-dimensional system with a quasi-crystalline ground state”. Journal de Physique 49 (2):  249–256. doi:10.1051/jphys:01988004902024900..
- Lord, E.A.; Ranganathan, S. (2001). “The Gummelt decagon as a 'quasi unit cell'”. Acta Crystallographica A57 (5):  531–539. doi:10.1107/S0108767301007504. PMID 11526302.
- Lu, Peter J.; Steinhardt, Paul J. (2007). “Decagonal and Quasi-crystalline Tilings in Medieval Islamic Architecture”. Science 315 (5815):  1106–1110. Bibcode: 2007Sci...315.1106L. doi:10.1126/science.1135491. PMID 17322056..
- Luck, R. (2000). “Dürer-Kepler-Penrose: the development of pentagonal tilings”. Materials Science and Engineering 294 (6):  263–267. doi:10.1016/S0921-5093(00)01302-2..
- Makovicky, E. (1992). “800-year-old pentagonal tiling from Maragha, Iran, and the new varieties of aperiodic tiling it inspired”. In I. Hargittai. Fivefold Symmetry. Singapore–London: World Scientific. pp. 67–86. ISBN 9789810206000.
- Penrose, Roger (1978-04). “Pentaplexity”. Eureka 39:  16-22.（ここで引用したページ番号は以下の複製物による：Penrose, R. (1979–80). “Pentaplexity: A class of non-periodic tilings of the plane”. The Mathematical Intelligencer 2:  32–37. doi:10.1007/BF03024384..)
- Radin, Charles (April 1996). “Book Review: Quasicrystals and geometry”. Notices of the American Mathematical Society 43 (4):  416–421.
- Senechal, Marjorie (1996). Quasicrystals and geometry. Cambridge University Press. ISBN 978-0-521-57541-6.
- Steinhardt, Paul J.; Jeong, Hyeong-Chai (1996). “A simpler approach to Penrose tiling with implications for quasicrystal formation”. Nature 382 (1 August):  431–433. Bibcode: 1996Natur.382..431S. doi:10.1038/382431a0..
- Zaslavskiĭ, G.M.; Sagdeev, Roal'd Z.; Usikov, D.A.; Chernikov, A.A. (1988). “Minimal chaos, stochastic web and structures of quasicrystal symmetry”. Soviet Physics Uspekhi 31 (10):  887–915. Bibcode: 1988SvPhU..31..887Z. doi:10.1070/PU1988v031n10ABEH005632..
- 谷岡一郎『エッシャーとペンローズ・タイル』PHP研究所〈PHPサイエンス・ワールド新書 022〉、2010年6月。ISBN 978-4-569-79062-6。
- Martin Gardner『ペンローズ・タイルと数学パズル』一松信訳、丸善、1992年7月。ISBN 4-621-03731-5。